# Христо Гавазов
Христо Гавазов, известен като Ицо, Ицко Гаваз или Гавазот, е български революционер, деец на Вътрешната македоно-одринска революционна организация.

## Биография
Христо Гавазов е роден в Прилеп, тогава в Османската империя около 1835 година. Работи като железар-производител на плугове „американски модел“ или европейски плуг, приспособен за условията в Македония. Присъединява се към ВМОРО, след като е просветен в делото от Пере Тошев. Заедно с Илия Цървенков пренасят оръжие към Азот и Поречието и служат като ятаци. В 1895 година при Дреновската афера е арестуван заедно със сина си Йордан Гавазов.